# Elpreco
Elpreco Craiova este o companie producătoare de materiale de construcții din România.
Elpreco produce și comercializează BCA (beton celular autoclavizat), sisteme de acoperiș, elemente pentru pavaj (pavele, borduri, jgheaburi, jardiniere), precum și sisteme de canalizare.
Compania a fost preluată, la sfârșitul anului 2007, de grupul irlandez CRH, pentru suma de 70 milioane Euro,
de la fondul american de investiții Broadhurst.
Elpreco are 800 de angajați în cele două fabrici din Craiova și Titu, județul Dâmbovița (mai 2009).
În anul 2007, compania avea o producție anuală de 300.000 de metri cubi de BCA.
Cifra de afaceri:
- 2008: 43,7 milioane euro [6]
- 2007: 38 milioane euro [4]
- 2006: 39 milioane euro [7]